# Cophura melanochaeta
Cophura melanochaeta är en tvåvingeart som beskrevs av Samuel Wendell Williston  1924. Cophura melanochaeta ingår i släktet Cophura och familjen rovflugor. Inga underarter finns listade i Catalogue of Life.